# 卡萨尔博诺
卡萨尔博诺（義大利語：Casalbuono），是意大利萨莱诺省的一个市镇。总面积34平方公里，人口1246人，人口密度36.6人/平方公里（2009年）。ISTAT代码为065026。